# Joachim József (képzőművész)
Joachim József (Szeged, 1897. szeptember 25. – Budapest, 1954. október 26.) festőművész és szobrász. Joachim Ferenc festőművész testvére.
Szobrászatának fontos jellemzője a realista-akadémikus formaképzés, festészetének pedig a határozott formaépítkezés és könnyed festéstechnika mellett egy egyéni, neoimpresszionista színvilág. Gipsz- és agyagszobrok, grafikák, olajfestmények és pasztellképek egyaránt részei Joachim József életművének.

## Élete

### Gyerekkora és az első világháború
Szegedi családban, Joachim Ferenc cipészmester és felesége, Metz Emilia, római katolikus szülők gyermekeként született. Hat testvére volt: Ferenc (festőművész), Károly, Gizella, Mariska, Jolán, és Mici.
A szegedi piarista gimnáziumban érettségizett.
Az 1910-es évek első felében Szegeden Dinnyés Ferenc festőművésznél folytatott tanulmányokat.
Az első világháborúban önkéntesként harcolt, hadnagyként szerelt le. 1920-ban feleségével Budapestre költözött, ekkoriban a Diófa utcai rajziskolába is járt.

### Külföldi tanulmányai
1920 végén feleségével Rómába ment, itt másfél éven át szobrászatot tanult Ettore Ferrarinál. Később Párizsban az Académie Colarossi-ba, majd az École des Beaux Art-ra járt, itt kezdett el festeni. Mestere Lucien Joseph Simon volt. Az ő plasztikus, realista ecsetkezelését Joachim József átvette (ez a franciás tónusú realizmus nagy hatással volt egész munkásságára), és tovább is fejlesztette, alkalmazva az impresszionizmus elveit.
Külföldön sikereket ért el: az École des Beaux Arts hallgatói műhelytárlatán harmadik díjat nyert 1924-ben, továbbá a párizsi Függetlenek Szalonja (Salon des Indépendants) kiállításán is részt vett egyik festményével. Külföldi tanulmányairól és sikereiről a korabeli szegedi sajtó beszámolt, sőt, az Érdekes Újság több munkáját is közölte 1923-ban és 1924-ben. Sikerei ellenére 1925-ben visszatért Szegedre.

### Szegeden

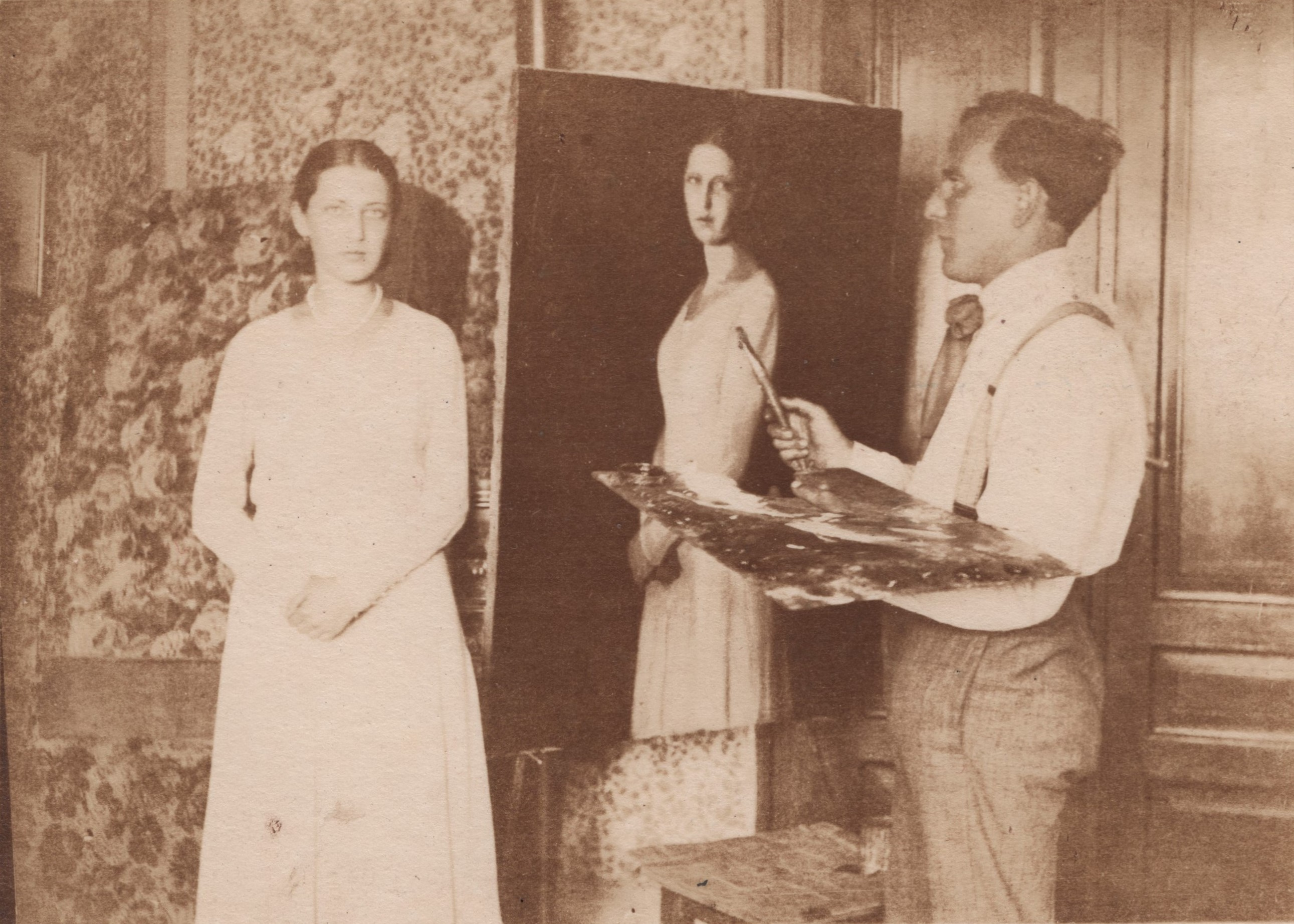
Joachim József festi a "Miss Szeged 1930" győztesének portréját

Szegeden a város elismert művésze lett. 1927-1930 között több kiállítást is tartott Szegeden és Szentesen. Eleinte arcképeivel tűnt ki, majd női modellek figurális és aktképeivel is. Legelső retrospektív kiállítását 1928. március 4-én Juhász Gyula költő és lapkritikus nyitotta meg. E kiállításon mintegy 60 festménnyel, 35 grafikával és 4 szoborral mutatkozott be, amelyek szinte egész addigi pályafutását felölték: Rómában, Párizsban és Szegeden készült művek is szerepeltek közöttük. A tárlatot pozitívan fogadták a kritikusok, Szeged városa pedig meg is vásárolta a művész egyik festményét.
A "Miss Szeged 1930" szépségválasztás győztesének, a közönségdíjasának, illetve a Délmagyarország újság szavazóközönsége kedvencének is megfestette a portréját.

### Budafokon
Az 1930-as évek elején Budafokra költözött. Az egyik szemét daganat következtében elveszítette, ettől kezdve felhagyott a szobrászattal, művészetének fő területe a festészet lett: olaj-, a 40-es évektől pedig pasztellképeket is készített. Figurális kompozíciókat, portrékat, tájképeket festett.
A második világháborúban katonaként szolgálta a hazáját. Előbb főhadnaggyá nevezték ki, majd 1943-ban tartalékos százados lett. Erdélyben teljesített szolgálatot. A háború alatt is rajzolt, pasztellezett és festett, amikor csak tehette, elsősorban tájképek maradtak meg ebből az időszakából. Előbb felesége zsidó származása miatt, majd a háború után századosi rangja miatt hurcolták meg. Az Igazolóbizottság előtt végül felmentették.
Élete utolsó éveiben többféle munkából élt: adminisztrátor, hivatalsegéd volt 1951-ig a budafoki papírgyárban, 1951-1953 között pedig portréfestőként alkalmazták a Budapesti Városi Tanács Dekoráció és Kiállítástervező Kivitelező Vállalatánál, ahol többek között transzparenseket festett, rézkarcot készített. 1954 tavaszától éjjeli őrként dolgozott a budafoki Kartonlemezgyárban.
Élete szinte utolsó napjáig alkotott és gyakorolta a rajzolást, a pasztellkészítést. Az 1940-es évék végétől járt a budai rajziskolába, ahol Vén Emil tartott rendszeres rajzi korrekciót. 1954-ben az állami Képzőművészeti Alap bírálati csoportja két képét díjazta.
Joachim József halálát agyvérzés okozta 1954. október 26-án.

## Kiállításai

### Egyéni kiállításai
- 1924. febr. 17–28.: Műterem-kiállítás.[11] (Pfann/Brauswetter-ház, Szeged)
- 1925. jan. 17.: Műkiállítás[12] (Vlasics-műkereskedés, Szeged)
- 1928. márc. 4–18.: Joachim József első jelentős önálló kiállítása (Kass Szálló és Kávéház, Szeged)
- 1929. nov. 24. – dec. 14.: Önálló tárlat (Kass Szálló és Kávéház, Szeged)
- 1930. szept. 30.: Joachim József utolsó szegedi kiállítása (Kass Vigadó, Szeged)
- 1931. szept. 30.: Önálló kiállítás (Keresztény Ifjak Egyesülete, Budafok)
- 2023. szept. 26. – okt. 31.: Aktok, kazlak, portrék című kiállítás  (Budapest) Virtuális kiállítás
- 2023. dec. 1. – 2024. jan. 12.: Joachim reboot című kiállítás  (Budapest)

### Csoportos kiállításai
- 1917. máj. 15.: Szegedi Műbarátok Körének pünkösdi kiállítása (Kultúrpalota, Szeged)
- 1918. máj. 19.: a Nemzeti Szalon tavaszi tárlata[13] (Budapest)
- 1919. máj. 18. – jún. 4.: Szegedi Képző- és Iparművészek kiállítása (Kultúrpalota, Szeged)
- 1920. dec. 23.: Szegedi és vásárhelyi képzőművészek téli tárlat a kultúrpalotában (Kultúrpalota, Szeged)
- 1923 nyara: Műhelytárlat – École des Beaux-Arts, Párizs
- 1924 nyara: Műhelytárlat – Az École des Beaux-Arts növendékeivel (Párizs)
- 1924 ősze: Függetlenek Szalonja kiállítás (Párizs)
- 1927. okt. 1–5.: Tiszavidéki Mezőgazdasági, Ipari, Kereskedelmi és Kulturális Kiállítás (Szentes, Horváth Mihály Gimnázium)
- 1927. dec. 24–31.: Szegedi festők karácsonyi képkiállítása (Szegedi Ügyvédi Kamara, Szeged)
- 1928. jún. 3–15.: Az Alföldi Művészek Egyesülete (AME) I. tárlata. (Kass Szálló és Kávéház, emeleti díszterem és kisterem, Szeged)
- 1928. dec. 8–26.: Az Alföldi Művészek Egyesülete (AME) II. tárlata. (Kass Szálló és Kávéház, emeleti díszterem, Szeged)
- 1929. máj. 26.: Képzőművészeti Egyesület tárlata (Kultúrpalota, Szeged)
- 1930. ápr. 13.: Szegedi Képzőművészeti Társulat tavaszi tárlata (Kultúrpalota, Szeged)
- 1933. ápr. 16.: Nemzeti Szalon kiállítása (Budapest)
- 1934. szept.: Új Szalon – Őszi kiállítás (Budapest)
- 1934. nov. 4.: Budai Képzőművészeti Társulat őszi tárlata (Budafok, Budai Klub [Galéria] termei)
- 1935. ápr. 21. – máj. 5.: Nemzeti Szalon Tavaszi tárlata (Budapest, Erzsébet tér)
- 1935. nov. 27.: Magyar Írók Művészek és Műpártolók Egyesületi tárlata – (Saskör)
- 1938. júl. 23. – aug. 15.: Egyházművészeti és Világi Képzőművészeti Kiállítás (Belvárosi Fiú Elemi Iskola, Szeged)
- Az 1930-as évek végén: Munkája együtt szerepel Schaár Erzsébet és Vilt Tibor alkotásaival, (Budatétényi Galéria)
- 2022. márc. 20. – jún. 26.: Joachim Ferenc életműkiállítása (A Joachim – A holdfény impresszionistája című kiállítás[14] a szegedi Móra Ferenc Múzeum kiállítóhelyén, a Fekete házban)

## Művei közgyűjteményekben
- Móra Ferenc Múzeum, Szeged[15][16]